# Jošio Okada
Jošio Okada (japonsko 岡田 吉夫), japonski nogometaš, * 11. avgust 1926, Hjogo, Japonska, † 22. junij 2002.
Za japonsko reprezentanco je odigral 7 uradnih tekem.